# 尖齿肋毛蕨
尖齿肋毛蕨（学名：Ctenitis dentisora）为叉蕨科肋毛蕨属下的一个种。

## 扩展阅读
- 維基物種上的相關：尖齿肋毛蕨